# Cornet archange
Ancistroteuthis lichtensteini
Genre
Espèce
Statut de conservation UICN

 LC  : Préoccupation mineure
Le Cornet archange (Ancistroteuthis lichtensteini) est une espèce de mollusques céphalopodes de la famille des Onychoteuthidae.

### Pour l'espèce
- (fr + en) ITIS : Ancistroteuthis lichtensteini  (Férussac, 1835 in Férussac & D'Orbigny, 1834-1848)
- (en) Animal Diversity Web : Ancistroteuthis lichtensteini

### Pour le genre
- (en) Tree of Life Web Project : Ancistroteuthis
- (en) Catalogue of Life : Ancistroteuthis Gray, 1849 (consulté le 6 avril 2023)
- (fr + en) ITIS : Ancistroteuthis  Gray, 1849
- (en) UICN : espèce Ancistroteuthis lichtensteini (Férussac, 1835) in Férussac et D'Orbigny (consulté le 18 mai 2015)
- (en) WoRMS : Ancistroteuthis Gray, 1849 (+ liste espèces)
- (en) Animal Diversity Web : Ancistroteuthis